# Гибон (Небраска)
Гибон (енгл. Gibbon) град је у америчкој савезној држави Небраска.

## Демографија
По попису из 2010. године број становника је 1.833, што је 74 (4,2%) становника више него 2000. године.
| Група             | 2000.         | 2010.         |
| Белци             | 1.368 (77,8%) | 1.201 (65,5%) |
| Афроамериканци    | 3 (0,2%)      | 7 (0,4%)      |
| Азијати           | 3 (0,2%)      | 5 (0,3%)      |
| Хиспаноамериканци | 369 (21,0%)   | 593 (32,4%)   |
| Укупно            | 1.759         | 1.833         |